# 약한 자의 슬픔
〈약한 자의 슬픔〉(弱한者의 슬픔)은 1919년 2월에서 1919년 3월까지 《창조》 제1·2호에 발표한 김동인의 단편 소설이며, 김동인의 처녀작이다. 성격 창조와 심리 묘사에 주력한 작품으로 한국 최초로 근대 사실주의의 영향을 받은 작품이라는 데 문학사적인 의의가 있다.
내용은 신경쇠약의 여주인공 강 엘리자베트의 비극을 그렸다. 엘리자베트는 신식 교육을 받았으며, 조실부모한 고아다. 그녀는 귀족 집안의 가정교사라는 신분이 이미 약자일 수밖에 없는 상황인데다가 의식적으로는 이환을 사랑하지만 가정교사로 있는 집안의 K 남작에게 겁탈까지 당하고 송사까지 벌였으나 패소해 '약한 자'로 인식된다. 이런 과정을 통해 엘리자베트는 약육강식의 세계에 눈뜨게 되고, 자존과 자립에 대한 자각을 통해 스스로 약한 자임을 앎으로써 비로소 강자가 될 수 있다는 전망을 획득한다.